# Jacint Todó i Vila
Jacint Todó i Vila (Barcelona, 10 de juliol de 1951) és un artista pintor català. En una entrevista l'any 2017 es considerava ell mateix «autodidacte».

## Vida personal
Neix a Barcelona el 10 de juliol de 1951. Fill de Lluis Todó i Garcia i de Pilar Vila i Garcia de Celis i nebot del reconegut pintor Francesc Todó i Garcia. En acabar el batxillerat, quan tenia quinze anys, decideix dedicar-se també a la pintura. Passa breument per l'escola Massana i l'escola EINA, ambdues a Barcelona. Està casat amb Clara Vergés, filla de Josep Vergés i Matas, fundador de la revista Destino i editor de l'obra completa de Josep Pla.

## Biografia artística
L'any 1970, quan tenia dinou anys va exposar per primera vegada al Col·legi d'Arquitectes de Catalunya i Balears, en ser seleccionada una de les seves obres en el IX Premi Internacional de Dibuix Joan Miró.
Des de llavors, ha exposat una vintena de vegades, tant en exhibicions individuals com en col·lectives. Ha fet diversos murals i també obra gràfica. L'any 1997 va entrar en contacte amb l'estudi d'arquitectura Enric Miralles i Benedetta Tagliabue amb qui col·labora en projectes d'edificis públics i obres per la via pública. Per exemple, va col·laborar en el disseny de la font del bacallà situada a la part posterior del mercat de Santa Caterina de Barcelona i les parets amb ceràmica de les escales que baixen a l'aparcament.

També en el marc d'aquesta col·laboració, en Todó va crear l'«Espai de Meditació», i Enric Miralles li va donar forma arquitectònica.

Una altra col·laboració important va ser el projecte de l'ampliació de l'escola d'arquitectura de Venècia, on Todó va dissenyar un mural per la façana sud de l'edifici que finalment no es va construir.
Va fer també una exposició amb Benedetta Tagliabue el 2012 a Roma. Va ser exposada per la Real Acadèmia d'Espanya a Roma i amb col·laboració amb l'Institut Ramon Llull, amb el títol de Capriccio Romano.

aquesta exposició es va dissenyar, segons Josep Maria Cortés, com una nova «experimentació de l'encreuament entre la matèria, la seva transformació estètica i l'espai.»
Algunes de les seves obres pertanyen a col·leccions institucionals com el Fons d'art contemporani del Consell de Mallorca o el fons del Banc de Sabadell.
En paraules de JM Cortés, Todó «Va aprendre de la mirada de Brossa i Tàpies. La seva pintura conté una sòlida tècnica minimalista, combinant pintura i sanguina, Todó construeix escenaris i personatges propis, d'un món mític i oníric que ara comença a poblar les parets de la ciutat». Tanmateix, en l'exposició del 2009 a la Sala Llibertat de Barcelona, va fer «un gir radical, deixant al darrere una llarga etapa minimalista d'inspiració zen, per passar a una realització del tot figurativa». Un any més tard, Àlex Susanna escrivia, arran de l’exposició Eigua al Museu Agbar de Cornellà el 2010: «[Todó té] una narrativa intransferible de rius, mars, escenaris lacustres, paisatges encantats, estampes de circ, princeses destronades, arlequins, nans, follets, sàtirs o peregrins» (citat per)